# Ambivalent
„Ambivalent” (jap. アンビバレント Anbibarento) – siódmy singel japońskiego zespołu Keyakizaka46, wydany w Japonii 15 sierpnia 2018 roku przez Sony Records.
Singel został wydany w pięciu edycjach: regularnej (CD) i czterech CD+DVD (Type-A, Type-B, Type-C, Type-D). Osiągnął 1 pozycję w rankingu Oricon i pozostał na liście przez 112 tygodni. Zdobył status płyty Milion.

## Lista utworów
Wszystkie utwory zostały napisane przez Yasushiego Akimoto.

### Type-A
| CD | CD                                                  | CD                    | CD                    | CD      |
| Nr | Tytuł utworu                                        | Kompozycja            | Aranżacja             | Długość |
| -- | --------------------------------------------------- | --------------------- | --------------------- | ------- |
| 1. | „Ambivalent” (jap. アンビバレント)                  | Kenta Urashima, TETTA | Kenta Urashima, TETTA | 3:42    |
| 2. | „Student Dance”                                     | SaSA                  | SaSA                  | 4:24    |
| 3. | „I'm out”                                           | Takahiro Minato       | Takahiro Minato       | 3:54    |
| 4. | „Ambivalent” (jap. アンビバレント) (off vocal ver.) | Kenta Urashima, TETTA | Kenta Urashima, TETTA | 3:42    |
| 5. | „Student Dance” (off vocal ver.)                    | SaSA                  | SaSA                  | 4:24    |
| 6. | „I'm out” (off vocal ver.)                          | Takahiro Minato       | Takahiro Minato       | 3:54    |

| DVD | DVD                                                                             | DVD     |
| Nr  | Tytuł utworu                                                                    | Długość |
| --- | ------------------------------------------------------------------------------- | ------- |
| 1.  | „Ambivalent” (jap. アンビバレント) (music video)                                | 5:07    |
| 2.  | „Student Dance” (music video)                                                   | 4:39    |
| 3.  | „Ishimori Nijika x Matsuda Konoka Jidori TV” (jap. 石森虹花×松田好花 自撮りTV)  | 11:16   |
| 4.  | „Imaizumi Yui x Saitō Kyōko Jidori TV” (jap. 今泉佑唯×齊藤京子 自撮りTV)        | 10:44   |
| 5.  | „Ozeki Rika x Nibu Akari Jidori TV” (jap. 尾関梨香×丹生明里 自撮りTV)           | 11:02   |
| 6.  | „Nagasawa Nanako x Tomita Suzuka Jidori TV” (jap. 長沢菜々香×富田鈴花 自撮りTV) | 10:51   |
| 7.  | „Watanabe Rika x Iguchi Mao Jidori TV” (jap. 渡辺梨加×井口眞緒 自撮りTV)        | 11:16   |

### Type-B
| CD | CD                                                              | CD                    | CD                    | CD      |
| Nr | Tytuł utworu                                                    | Kompozycja            | Aranżacja             | Długość |
| -- | --------------------------------------------------------------- | --------------------- | --------------------- | ------- |
| 1. | „Ambivalent” (jap. アンビバレント)                              | Kenta Urashima, TETTA | Kenta Urashima, TETTA | 3:42    |
| 2. | „Student Dance”                                                 | SaSA                  | SaSA                  | 4:24    |
| 3. | „Happy Aura” (jap. ハッピーオーラ) (wyk. Hiragana Keyakizaka46) | Satoshi Ikezawa       | Satoshi Ikezawa       | 4:03    |
| 4. | „Ambivalent” (jap. アンビバレント) (off vocal ver.)             | Kenta Urashima, TETTA | Kenta Urashima, TETTA | 3:42    |
| 5. | „Student Dance” (off vocal ver.)                                | SaSA                  | SaSA                  | 4:24    |
| 6. | „Happy Aura” (jap. ハッピーオーラ) (off vocal ver.)             | Satoshi Ikezawa       | Satoshi Ikezawa       | 4:03    |

| DVD | DVD                                                                              | DVD     |
| Nr  | Tytuł utworu                                                                     | Długość |
| --- | -------------------------------------------------------------------------------- | ------- |
| 1.  | „Ambivalent” (jap. アンビバレント) (music video)                                 | 5:07    |
| 2.  | „Happy Aura” (jap. ハッピーオーラ) (music video)                                 | 4:53    |
| 3.  | „Uemura Rina x Ushio Sarina Jidori TV” (jap. 上村莉菜×潮紗理菜 自撮りTV)         | 10:45   |
| 4.  | „Kobayashi Yui x Hamagishi Hiyori Jidori TV” (jap. 小林由依×濱岸ひより 自撮りTV) | 11:00   |
| 5.  | „Nagahama Neru x Kosaka Nao Jidori TV” (jap. 長濱ねる×小坂菜緒 自撮りTV)         | 10:16   |
| 6.  | „Moriya Akane x Miyata Manamo Jidori TV” (jap. 守屋茜×宮田愛萌 自撮りTV)         | 10:24   |
| 7.  | „Yonetani Nanami x Sasaki Mirei Jidori TV” (jap. 米谷奈々未×佐々木美玲 自撮りTV) | 10:03   |

### Type-C
| CD | CD                                                  | CD                    | CD                    | CD      |
| Nr | Tytuł utworu                                        | Kompozycja            | Aranżacja             | Długość |
| -- | --------------------------------------------------- | --------------------- | --------------------- | ------- |
| 1. | „Ambivalent” (jap. アンビバレント)                  | Kenta Urashima, TETTA | Kenta Urashima, TETTA | 3:42    |
| 2. | „Student Dance”                                     | SaSA                  | SaSA                  | 4:24    |
| 3. | „302 gōshitsu” (jap. 302号室) (wyk. Senkō Shimai)   | Dai Odagiri           | Dai Odagiri           | 4:12    |
| 4. | „Ambivalent” (jap. アンビバレント) (off vocal ver.) | Kenta Urashima, TETTA | Kenta Urashima, TETTA | 3:42    |
| 5. | „Student Dance” (off vocal ver.)                    | SaSA                  | SaSA                  | 4:24    |
| 6. | „302 gōshitsu” (jap. 302号室) (off vocal ver.)      | Dai Odagiri           | Dai Odagiri           | 4:12    |

| DVD | DVD                                                                            | DVD     |
| Nr  | Tytuł utworu                                                                   | Długość |
| --- | ------------------------------------------------------------------------------ | ------- |
| 1.  | „Ambivalent” (jap. アンビバレント) (music video)                               | 5:07    |
| 2.  | „302 gōshitsu” (jap. 302号室) (music video)                                    | 5:06    |
| 3.  | „Koike Minami x Takase Mana Jidori TV” (jap. 小池美波×高瀬愛奈 自撮りTV)       | 10:42   |
| 4.  | „Saitō Fuyuka x Higashimura Mei Jidori TV” (jap. 齋藤冬優花×東村芽依 自撮りTV) | 11:08   |
| 5.  | „Satō Shiori x Kanemura Miku Jidori TV” (jap. 佐藤詩織×金村美玖 自撮りTV)      | 10:51   |
| 6.  | „Sugai Yūka x Sasaki Kumi Jidori TV” (jap. 菅井友香×佐々木久美 自撮りTV)       | 11:20   |
| 7.  | „Watanabe Risa x Watanabe Miho Jidori TV” (jap. 渡邉理佐×渡邉美穂 自撮りTV)    | 11:16   |

### Type-D
| CD | CD                                                                | CD                    | CD                    | CD      |
| Nr | Tytuł utworu                                                      | Kompozycja            | Aranżacja             | Długość |
| -- | ----------------------------------------------------------------- | --------------------- | --------------------- | ------- |
| 1. | „Ambivalent” (jap. アンビバレント)                                | Kenta Urashima, TETTA | Kenta Urashima, TETTA | 3:42    |
| 2. | „Student Dance”                                                   | SaSA                  | SaSA                  | 4:24    |
| 3. | „Ongakushitsu ni kataomoi” (jap. 音楽室に片想い)                  | Yūichi Ichikawa       | Yūichi Ichikawa       | 4:09    |
| 4. | „Ambivalent” (jap. アンビバレント) (off vocal ver.)               | Kenta Urashima, TETTA | Kenta Urashima, TETTA | 3:42    |
| 5. | „Student Dance” (off vocal ver.)                                  | SaSA                  | SaSA                  | 4:24    |
| 6. | „Ongakushitsu ni kataomoi” (jap. 音楽室に片想い) (off vocal ver.) | Yūichi Ichikawa       | Yūichi Ichikawa       | 4:09    |

| DVD | DVD                                                                           | DVD     |
| Nr  | Tytuł utworu                                                                  | Długość |
| --- | ----------------------------------------------------------------------------- | ------- |
| 1.  | „Ambivalent” (jap. アンビバレント) (music video)                              | 5:07    |
| 2.  | „Ongakushitsu ni kataomoi” (jap. 音楽室に片想い) (music video)                | 4:21    |
| 3.  | „Oda Nana x Kawata Hina Jidori TV” (jap. 織田奈那×河田陽菜 自撮りTV)          | 10:53   |
| 4.  | „Suzumoto Miyu x Takamoto Ayaka Jidori TV” (jap. 鈴本美愉×高本彩花 自撮りTV)  | 11:25   |
| 5.  | „Habu Mizuho x Katō Shiho Jidori TV” (jap. 土生瑞穂×加藤史帆 自撮りTV)        | 11:16   |
| 6.  | „Hirate Yurina x Kakizaki Memi Jidori TV” (jap. 平手友梨奈×柿崎芽実 自撮りTV) | 12:09   |

### Edycja regularna
| CD | CD                                                          | CD                    | CD                    | CD      |
| Nr | Tytuł utworu                                                | Kompozycja            | Aranżacja             | Długość |
| -- | ----------------------------------------------------------- | --------------------- | --------------------- | ------- |
| 1. | „Ambivalent” (jap. アンビバレント)                          | Kenta Urashima, TETTA | Kenta Urashima, TETTA | 3:42    |
| 2. | „Student Dance”                                             | SaSA                  | SaSA                  | 4:24    |
| 3. | „Hi ga noboru made” (jap. 日が昇るまで) (wyk. Yui Imaizumi) | Tomomi Narumoto       | Makoto Wakatabe       | 4:53    |
| 4. | „Ambivalent” (jap. アンビバレント) (off vocal ver.)         | Kenta Urashima, TETTA | Kenta Urashima, TETTA | 3:42    |
| 5. | „Student Dance” (off vocal ver.)                            | SaSA                  | SaSA                  | 4:24    |
| 6. | „Hi ga noboru made” (jap. 日が昇るまで) (off vocal ver.)    | Tomomi Narumoto       | Makoto Wakatabe       | 4:53    |

## Skład zespołu
| „Ambivalent” |
| --- |
| Manaka Shida i Aoi Harada nie wzięły udziału z powodu przerwy w aktywności w zespole. Yui Imaizumi miała konflikty w harmonogramie i wystąpiła tylko w dodatkowym materiale DVD i solowym utworze. - Kanji Keyaki: Nijika Ishimori, Rina Uemura, Rika Ozeki, Nana Oda, Minami Koike, Yui Kobayashi, Fuyuka Saitō, Shiori Satō, Yūka Sugai, Miyu Suzumoto, Nanako Nagasawa, Neru Nagahama, Mizuho Habu, Yurina Hirate (środek), Akane Moriya, Nanami Yonetani, Rika Watanabe, Risa Watanabe |

| „Student Dance” |
| --- |
| - Kanji Keyaki: Nijika Ishimori, Rina Uemura, Rika Ozeki, Nana Oda, Minami Koike, Yui Kobayashi, Fuyuka Saitō, Shiori Satō, Yūka Sugai, Miyu Suzumoto, Nanako Nagasawa, Neru Nagahama, Mizuho Habu, Yurina Hirate (środek), Akane Moriya, Nanami Yonetani, Rika Watanabe, Risa Watanabe |

| „I'm out” |
| --- |
| - Kanji Keyaki: Nijika Ishimori, Rina Uemura, Rika Ozeki, Nana Oda, Minami Koike, Yui Kobayashi, Fuyuka Saitō, Shiori Satō, Yūka Sugai, Miyu Suzumoto, Nanako Nagasawa, Neru Nagahama, Mizuho Habu, Yurina Hirate (środek), Akane Moriya, Nanami Yonetani, Rika Watanabe, Risa Watanabe |

| „Happy Aura” |
| --- |
| Yūka Kageyama nie wzięła udziału z powodu przerwy w aktywności w zespole. - Hiragana Keyaki 1. gen.: Mao Iguchi, Sarina Ushio, Memi Kakizaki, Shiho Katō (środek), Kyōko Saitō, Kumi Sasaki, Mirei Sasaki, Mana Takase, Ayaka Takamoto, Mei Higashimura - Hiragana Keyaki 2. gen.: Miku Kanemura, Hina Kawata, Nao Kosaka, Suzuka Tomita, Akari Nibu, Hiyori Hamagishi, Konoka Matsuda, Manamo Miyata, Miho Watanabe |

| „302 gōshitsu”                             |
| ------------------------------------------ |
| - Kanji Keyaki: Yui Kobayashi, Mizuho Habu |

| „Ongakushitsu ni kataomoi”                                             |
| ---------------------------------------------------------------------- |
| - Kanji Keyakizaka46: Rika Ozeki, Minami Koike, Neru Nagahama (środek) |

## Notowania
| Lista                             | Pozycja |
| --------------------------------- | ------- |
| Oricon Weekly Singles Chart       | 1       |
| Oricon Yearly Singles Chart       | 9       |
| Billboard Japan Hot 100           | 1       |
| Billboard Japan Hot Singles Sales | 1       |

## Sprzedaż
| Dane wg         | Sprzedaż   |
| --------------- | ---------- |
| Oricon          | 1 018 301  |
| Billboard Japan | 1 063 793+ |